# Choo Kyung-ho
Dans ce nom coréen, le nom de famille, Choo , précède le nom personnel.
Choo Kyung-ho (en coréen : 추경호), né le 29 juillet 1960  à Daegu (Corée du Sud), est un fonctionnaire et homme politique sud-coréen, Premier ministre par intérim en mai 2022.
Il est vice-Premier ministre et ministre de l'Économie et des Finances sous le gouvernement Yoon Suk-yeol. Il est également membre de l'Assemblée nationale de Dalseong (en) depuis 2016.
Avant d'entrer à l'Assemblée nationale, il a été premier vice-ministre de l'Économie et des Finances, ainsi que ministre de la Coordination des politiques gouvernementales, sous la présidente Park Geun-hye et vice-président de la Commission des services financiers, sous le gouvernement de Lee Myung-bak.

## Biographie

### Jeunesse, formation et vie privée
Choo naît dans le village (ri) de Icheon dans le bourg (eup) de Dasa (en) du comté (gun) de Dalseong (en) de la ville de Daegu et a fréquenté le lycée Keisung (en),,,,. Il a fait ses études à l'université de Corée, où il a obtenu un baccalauréat en administration des affaires ,,,,. Il a également obtenu une maîtrise en économie à l'université de l'Oregon, aux États-Unis ,.
Il est marié à Kim Hee-kyung et a 2 filles,.

### Carrière professionnelle
À partir de 1987, il a travaillé au Conseil de planification économique et au ministère de des Finances et de l'Économie ; tous deux sont les prédécesseurs du ministère de l'Économie et des Finances,,,,. Pendant ce temps, il a dessiné les bases de la macroéconomie sud-coréenne ,. Il a été envoyé à la Banque mondiale en 1999 et a également travaillé comme conseiller à l'Organisation de coopération et de développement économiques (OCDE) de 2006 à 2009 ,,,. Il a également été vice-président de la Commission des services financiers (en) ,,,,.

### Carrière politique

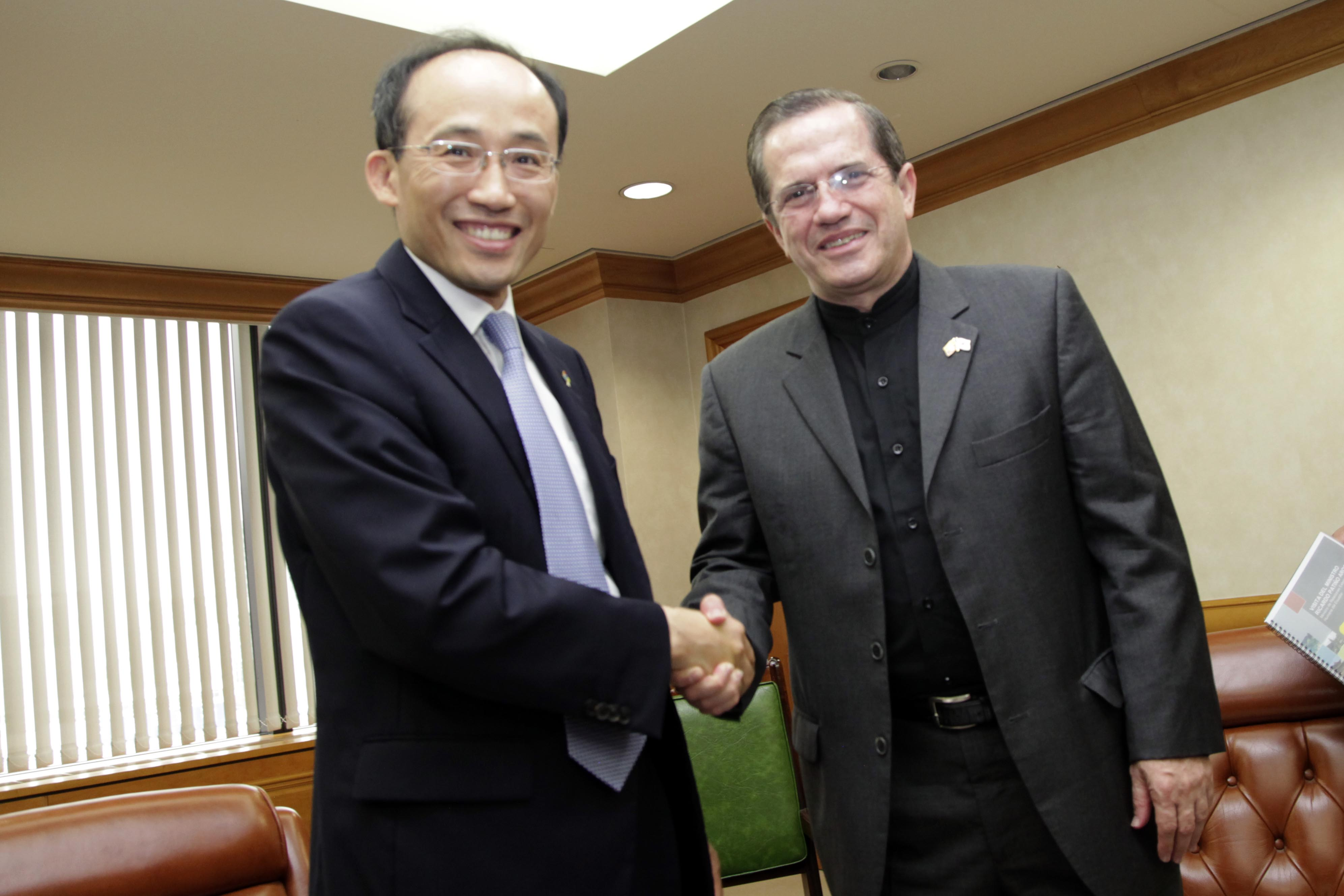
Choo avec le ministre équatorien des Affaires étrangères Ricardo Patiño (à droite) en 2013.

À la suite de l'élection présidentielle de 2012, la présidente Park Geun-hye l'a nommé premier vice-ministre de l'Économie et des Finances en mars 2013. Il a été promu ministre de la Coordination des politiques gouvernementales en juillet 2014,.
Avant les élections de 2016, Choo a rejoint le parti Saenuri, avec Chong Jong-sup, qui était également membre du Cabinet sous le président Park ,. Il a s'est présenté pour le comté de Dalseong (en) et a été élu,. Il est devenu directeur de l'Institut Yeouido en mars 2017, peu après la destitution de Park Geun-hye . Il a été réélu en 2020 .
À la suite de l'élection présidentielle de 2022, le président élu Yoon Seok-youl l'a nommé vice-Premier ministre et ministre de l'Économie et des Finances,,,.

## Résultats des élections

### Élections générales
| An   | Circonscription électorale | Parti politique | Voix (%)         | Remarques |
| ---- | -------------------------- | --------------- | ---------------- | --------- |
| 2016 | Dalseong (en)              | Saenuri         | 40 355 (48,07 %) | Remportée |
| 2020 | Dalseong (en)              | PUF             | 88 846 (67,33 %) | Remportée |